# Scott Hamilton (zenész)
Scott Hamilton (Providence, Rhode Island, 1954. szeptember 12. –) amerikai tenorszaxofonos. Több, mint 40 albuma jelent meg.

## Pályakép
Zenei ízlését édesapja hanglemezgyűjteménye alapozta meg. Már 14 évesen profi harmonikás volt. 16 évesen tenorszaxofonozni kezdett, 18 évesen létrehozta első együttesét. 1976-ban New Yorkba költözött. 1977-ben és 1982-ben Benny Goodmannel zenélt.
Első lemeze 1977-ben jelent meg.

## Diszkográfia
A legtöbb albuma főként Carl Jefferson Concord Records nevű kiadójánál jelent meg (ettől eltérő kiadók külön jelezve).
- Bob Wilber with The Scott Hamilton Quartet (1977) (Chiaroscuro)
- Scott Hamilton Is a Good Wind Who Is Blowing Us No Ill (1977)
- Scott Hamilton 2 (1978)
- With Scott's Band in New York City (1978)
- Grand Appearance (1978) (Progressive Records)
- No Bass Hit (1978)
- Tenorshoes (1979)
- Tour De Force (1982)
- Close Up (1982)
- The Scott Hamilton Quintet In Concert (1984)
- The Second Set (1984)
- A First (1984)
- Uptown (1985)
- A Sailboat in the Moonlight (Ruby Braff with Scott Hamilton) (1986)
- Soft Lights & Sweet Music (Gerry Mulligan meets Scott Hamilton) (1986)
- Major League (1986)
- The Right Time (1986)
- A Sound Investment (1987)
- Scott Hamilton Plays Ballads (1989)
- Radio City (1990)
- At Last (1990) with pianist Gene Harris
- Race Point (1992)
- Scott Hamilton with Strings (1992),[2] arranged by pianist Alan Broadbent
- Groovin' High (1996) with Spike Robinson and Ken Peplowski
- East Of The Sun (1993) with his UK-based trio
- Organic Duke (1994)
- Live at Brecon Jazz Festival (1995)
- My Romance (1996)
- After Hours (1997)
- Christmas Love Song (1997)
- Red Door: Remember Zoot Sims (1998)
- Blues, Bop And Ballads (1999)
- Ballad Essentials (2000)
- Jazz Signatures (2001) with the John Bunch Trio
- Live In London (2003) with his quartet
- Back In New York (2005)
- Nocturnes And Serenades(2006)
- Zootcase (2006) with Alan Barnes and David Newton (Woodville Records)
- Across The Tracks (2008)
- Swedish Ballads...& More (2013)(Charleston Square Recordings CSR-421-2)
- Live at the Jazzroom Rein de Graaff trio with Rein de Graaff, Eric Ineke and Marius Beets, Breda the Netherlands, Jazzroom
- Live at Jamboree (2014) Andrea Motis Joan Chamorro Quintet with Scott Hamilton, Ignasi Terraza, Josep Traver & Esteve Pi

## Képgaléria

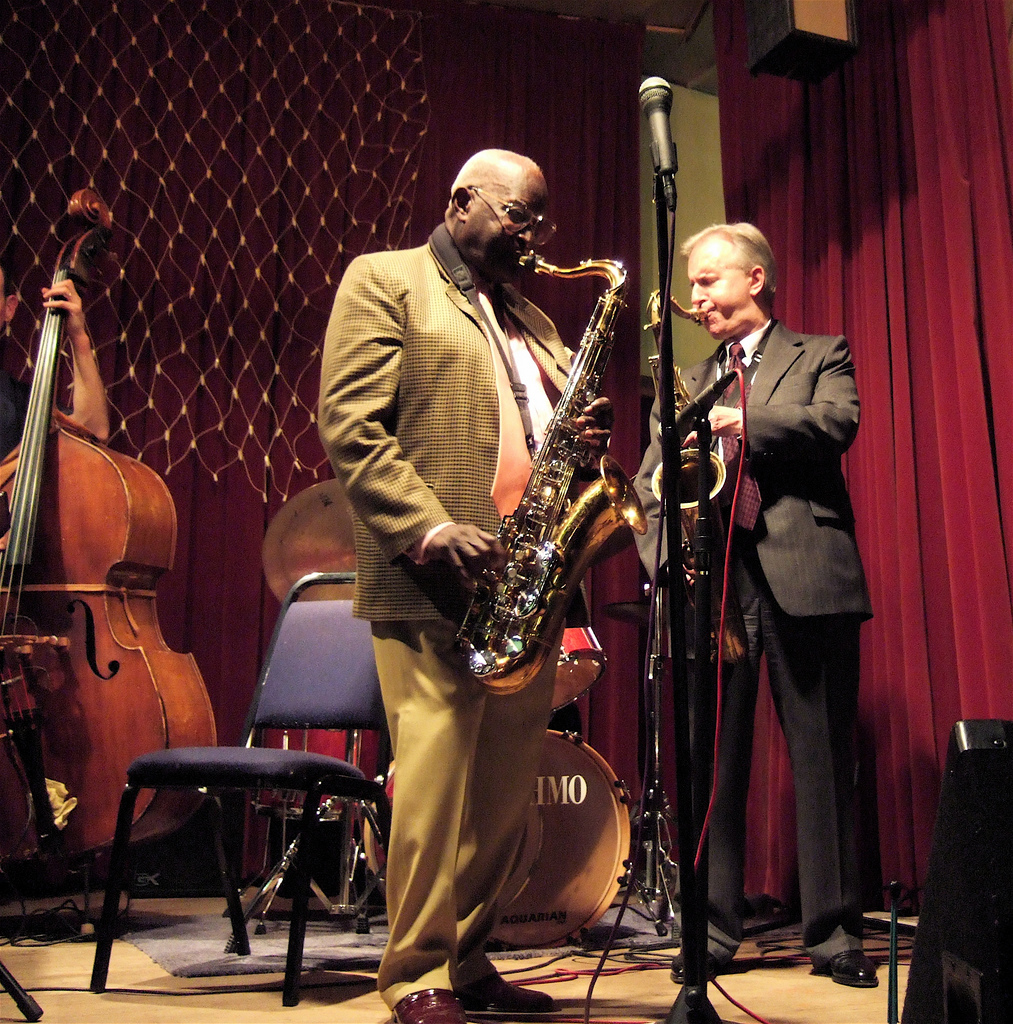
Andy Hamilton és Scott Hamilton 2007 márciusában
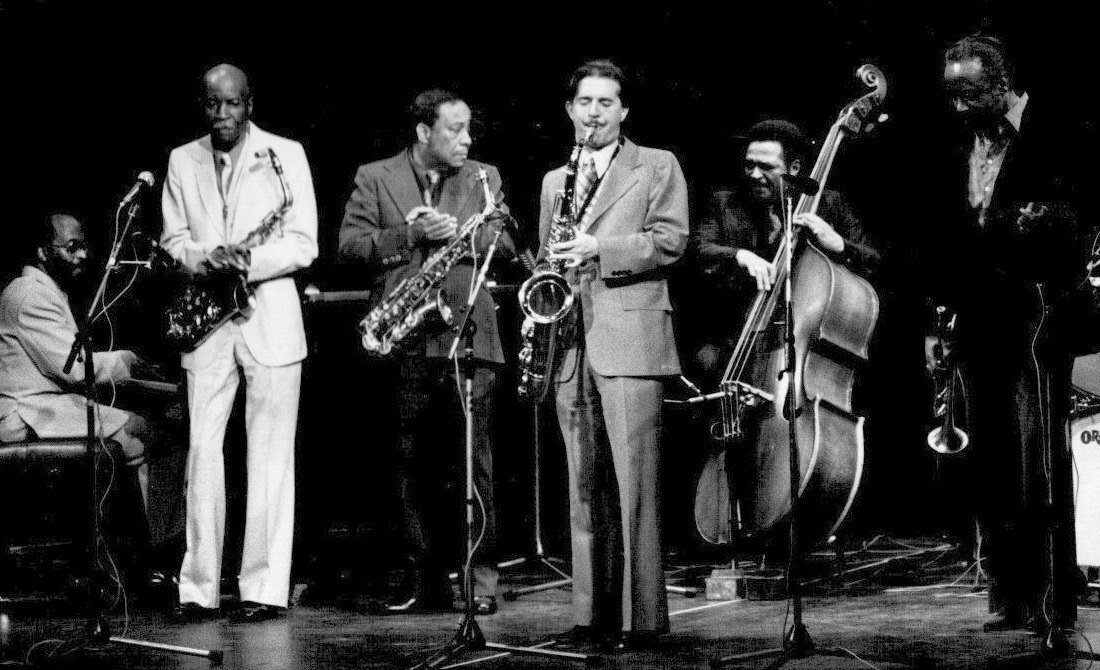
balról jobbra: Junior Mance, Eddie "Cleanhead" Vinson, Lou Donaldson, Scott Hamilton, Martin Rivera és Harry "Sweets" Edison 1980 májusában
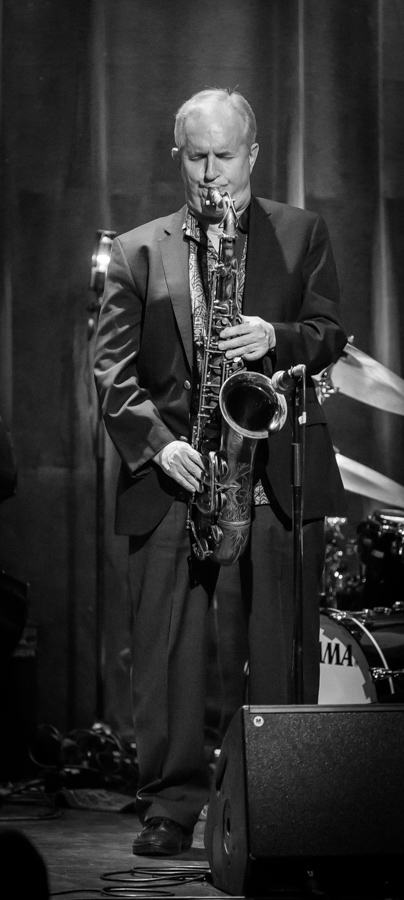
Scott Hamilton 2015 decemberében Oslóban